# Thordarhyrna
Le Thordarhyrna (ou Þórðarhyrna) est un des deux volcans centraux du système volcanique Grímsvötn-Laki, situé en Islande

## Géographie
D'un diamètre de 15 km, culminant à 1 659 m et recouvert par une épaisseur de 100 à 600 m de glace du Vatnajökull, le Thordarhyrna est situé à 20 km au sud-ouest du Grímsvötn.

## Géologie
Le Thordarhyrna est le moins actif des deux volcans centraux constitutifs du système Grímsvötn-Laki, l'autre volcan central étant le Grímsvötn. Les éruptions sont généralement accompagnées d'écoulements de basalte théoléitique. Une éruption significative s'est produite en 1903 (VEI 4) avec émissions de téphras et de poussières détectées jusqu'à Reykjavik.